# Пожежа в одеському Будинку профспілок

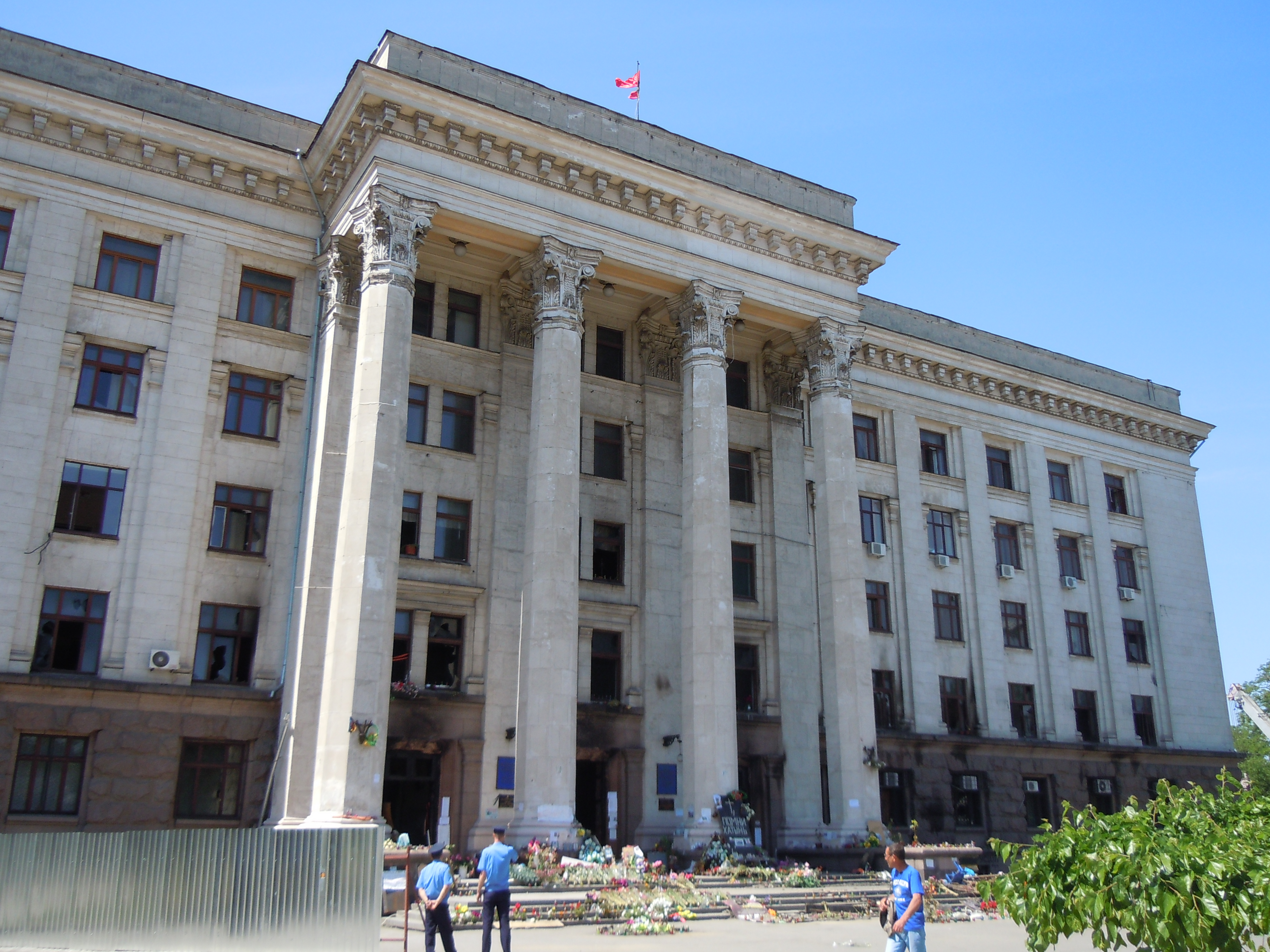
Будинок профспілок Одеської області після пожежі

Пожежа в одеському Будинку профспілок (трагедія в Одесі, Одеська трагедія, події в Одесі 2 травня 2014 року) — підпал одеського Будинку профспілок ввечері 2 травня 2014 року, що спричинив масову загибель людей. В засобах масової інформації пожежа в одеському Будинку профспілок згадується, як трагедія в Одесі, Одеська трагедія, події в Одесі 2 травня. Як стверджує Петро Порошенко, існують докази, що це був організований терористичний акт. За даними міліції, на ранок 3 травня безпосередньо при пожежі у будинку загинула (переважно від задимлення) 31 особа, та ще 8 розбились, викидаючись із вікон палаючого будинку.
Після трагедії Одеська міська рада оголосила 3, 4 і 5 травня 2014 року днями жалоби.
Дні жалоби 3 і 4 травня було оголошено в Україні.

## Аналіз подій
3 травня МЗС України зробив заяву, у якій стверджує: «Є всі підстави стверджувати, що трагедія була наперед спланованою і щедро проплаченою російськими спецслужбами акцією, метою якої було спровокувати вибух насильства в Одесі та дестабілізувати ситуацію в усьому південному регіоні України».
Дмитро Тимчук, координатор групи «Інформаційний спротив», наводить численні факти, які чітко вказують, що сутички в Одесі координувала Росія, але більшість затриманих у Одесі за організацію масових заворушень — одесити. З початку березня і до кінця квітня 2014 року на територію Придністров'я прибували підрозділи ЗС РФ і ГРУ ГШ ЗС РФ, козацтва та російських ультранаціоналістичних організацій.
«З кінця квітня відправленим на територію України російському спецназу і групам провокаторів ставили завдання, взаємодіючи з місцевими проросійськими сепаратистами, дестабілізувати ситуацію на півдні України. І в першу чергу — в Одесі». Подібні операції мали відбутися в Миколаєві та Херсоні.
Але, на думку Тимчука, початок активної фази АТО в Слов'янську змусив російське керівництво форсувати події на півдні України, з метою змусити українських силовиків терміново перекидати сили і кошти з Донбасу.
Аналітики також звертають увагу на той факт, що підпал та викликана ним масова загибель людей у Одесі відбулися майже синхронно з надзвичайним засіданням Ради Безпеки ООН, яке було скликане на вимогу Росії.

## З'ясування причин
За висновками служби з надзвичайних ситуацій МВС, причиною пожежі у Будинку профспілок в Одесі могли бути «коктейлі Молотова» кинуті згори.
Разом з тим на youtube з'явилося відео, на якому з другої хвилини видно, як пожежа у Будинку профспілок спалахує зсередини, а не через зовнішній вогонь. На інших фотографіях та відео видно, як прихильники антимайдану стріляють та кидають пляшки з запалювальною рідиною в людей під будинком Профспілок. Після пожежі в середині будинку Профспілок був виявлений нанесений різний мотлох для побудови барикад, який значно підсилив пожежу, каміння, пляшки з запалювальною рідиною та ємності від горючої рідини, якою прихильники антимайдану наповнювали пляшки для кидання у євромайданівців, що стояли під Будинком профспілок. Найімовірніше, така сильна пожежа розгорілася саме завдяки горючим матеріалам, нанесеним прихильниками антимайдану в середину будинку Профспілок.
Фактично пожежа була на користь бойовикам Антимайдану, оскільки вона стала для них живою барикадою. У повній відповідності до заклику Володимира Путіна використовувати жинок як щит для проросійських бойовиків. https://www.youtube.com/watch?v=EH4ExvR5pCk
На брифінгу 3 травня генерал Ярема повідомив: 
Багато людей загинуло, стрибаючи з 4-5 поверхів будівлі, решта — від чадного газу або згоріли … Я був на місці події і бачив велику кількість загиблих людей. І було видно, що вони загинули раптово, дуже швидко. Тобто, горіла якась речовина, яка виділяла газ, і цей газ дуже швидко впливав на людей, які втрачали свідомість і помирали на місці.
Що це за газ, яка речовина горіла, від яких пляшок, і чому так швидко сталося займання всередині, покажуть результати пожежно-технічної експертизи.
Під час пожежі на даху будівлі виявили 161 особу, яких співробітники правоохоронних органів вивели з території і не допустили, щоб відбулася чергова сутичка.
Цих людей опитують, допитують, проводяться з ними слідчі дії, встановлюються очевидці пожежі.

Місія ОБСЄ після огляду місця трагедії (за інформацією станом на 19:00 5 травня) зробила висновок: «Виглядає на те, що пожежа та спричинена нею шкода поширилися коридорами першого та другого поверхів. // It appeared that the fire damage had spread down the corridors on the first and second floors». Російські ЗМІ. послалися на офіційний переклад від ОБСЄ «По всей видимости, повреждения от пожара распространялись по коридорам первого и второго этажей. // Виглядає на те, що пожежа та спричинена нею шкода поширилися коридорами першого та другого поверхів.» Після цього місія до питання пожежі не поверталася. Повний звіт СММ ОБСЄ про події 2 травня в Одесі має бути представленим протягом місяця.

Екс-керівник Одещини Володимир Немировський 6 травня у коментарі ТСН зробив заяву про свої висновки щодо того, хто був головним організатором масових сутичок та вбивств в Одесі 2-го травня: 
 Народний депутат України від фракції «Батьківщина» Олександр Дубовой — людина, яка, на мою думку, вела підривну діяльність. Міліція саботувала роботу щодо сепаратизму. СБУ знала, що у будівлі знаходилася зброя та невідома речовина. Це все креатура Олександра Дубового 
 — заявив Немировський. Крім того, Немировський назвав Дубового «смотрящим». За словами Немировського, Дубовой підкупив місцевих силовиків, тому на них не було впливу з боку керівництва області.
15 травня Олександр Дубовой дав інтерв'ю LB.ua. Тоді ж стало відомо, що 7 травня Дубовой подав позовну заяву у Подільський райсуд Києва, у якому просить визнати недостовірною інформацію, розповсюджену Немировським у ефірі телеканалу «1+1».
За вірогідними припущеннями (для багатьох безсумнівними), дії з дестабілізації ситуації в Одесі спрямовані на зрив президентських виборів.
«Путінщина — наслідок Путінізму та слово, яке варто додати до словника нашого часу — прибула до Одеси з вогнем та кров'ю», — прокоментував трагедію Строуб Телботт, президент аналітичного центру «Інститут Брукінгса».
19 травня МВС оприлюднило експертний висновок комплексної експертизи нафтопродуктів та пально-мастильних матеріалів. Несподівано у пожежному смітті, вилученому з Будинку профспілок, виявлена присутність хлороформу. Керівник головного слідчого управління МВС Віталій Сакал повідомив: «32 людини загинули не від високої температури, а задихнулись. За висновком експерта — не стільки від диму, а від суміші хлороформу».
20 травня в Одесі відбулося виїзне засідання тимчасової слідчої комісії ВРУ з розслідування фактів загибелі громадян в Одесі, Маріуполі, Красноармійську та в інших містах на Півдні та Сході України. Голова комісії, депутат-регіонал Антон Кіссе, повідомив, що одеська судмедекспертиза не підтвердила заяву керівництва МВС щодо хлороформу.
Українські правоохоронці направили запит у посольство Держави Ізраїль в Україні, у якому просять про допомогу фахівців у проведенні кваліфікованих та ретельних експертиз. Ці експертизи повинні дати відповідь на питання, скільки було хлороформу, у яких пропорціях, чи був змішаний з бензином чи соляркою.

## Зміна політичної ситуації
Вдень 2 травня, після активізації АТО у Донецькій області, Росія поставила під питання подальшу життєздатність женевських домовленостей від 17 квітня та вийшла із переговорних процесів за участі України, зокрема припинила консультативні зустрічі в МЗС України, які проходили щодня після женевської зустрічі та виключила проведення нового раунду переговорів у Женеві. Росія залишила постійний контакт з ОБСЄ (можливо, єдиний).
7 травня голова ОБСЄ, Президент Швейцарії Дідьє Буркгальтер запропонував «дорожню карту» врегулювання кризової ситуації в Україні. Пропонована «дорожня карта» включає
- 25 травня вибори Президента України;
- загальнонаціональний референдум з питання децентралізації (паралельно з виборами)
- широкий національний діалог, у тому числі проведення «круглих столів» у регіонах
- підтвердження прихильності заходам, погодженим у Женевській заяві.

Він провів консультації щодо запропонованої їм «дорожньої карти» з усіма сторонами, що підписали Женевську заяву (Україна, Росія, США і ЄС). При цьому він наголосив, що ОБСЄ готова взяти на себе провідну роль у реалізації цієї «дорожньої карти».
Буркхальтер також повідомив, що ОБСЄ збільшить кількість своїх спостерігачів за ситуацією в Україні зі 154 до 300 осіб до кінця червня.

## Жертви трагічних подій 2 травня
Загальна кількість жертв протистоянь (перестрілки вдень та пожежі ввечері) 2 травня в Одесі становить 47 осіб. Невідомими залишаються імена 4 загиблих.
- Бірюков Андрій, 1978 р.н. — вогнепальне поранення
- Брожевський Андрій, 1987 р.н. — падіння з верхніх поверхів
- Буллах Віктор, 1956 р.н. — падіння з верхніх поверхів
- Вареникіна Ганна, 1955 р.н. — отруєння газом
- Єгорський Микола, 1976 р.н. — вогнепальне поранення
- Жульков Олександр, 1968 р.н. — вогнепальне поранення
- Іванов Ігор Володимирович, 1986 або 1987 р.н. (колишній десантник, десятник відділення «Правого сектору» в Одесі) — вогнепальне поранення
- Калін Анатолій, 1976 р.н. — падіння з верхніх поверхів
- Маркін В'ячеслав Володимирович, 1969 р.н. (член Партії Регіонів, депутат Одеської обласної ради 2006—2014) — «важкі травми, отримані під час подій в будинку профспілок 2 травня»[49] (падіння або побиття)
- Мішин Сергій, 1986 р.н. — отруєння газом
- Негатуров Вадим, 1959 р.н., одеський поет — опіки
- Нікітенко Максим, 1982 р.н. — падіння з верхніх поверхів
- Садовничий Олександр, 1954 р.н. — отруєння газом

## Звіт МДГ Ради Європи про розслідування одеської трагедії
4 листопада 2015 року в Києві було представлено звіт Міжнародної дорадчої групи (МДГ) Ради Європи під керівництовом сера Ніколаса Братца про розслідування одеської трагедії. Цей звіт було представлено також в Одесі.
Ніколас Братца пояснив, що задача Ради Європи — спостереження над тим, як українська правоохоронна система проводила розслідування одеської трагедії, і чи проводила взагалі.
Цей ґрунтовний 100-сторінковий звіт дає наджорстку критику української правоохоронної системи, містить висновок про «неймовірно низьку якість роботи українського слідства та системні порушення». Так, міліція свідомо ігнорувала фальсифікації документів.
Звіти МДГ щодо подій в Одесі та на Майдані не залишають сумнівів, що «в Україні має бути створений незалежний орган, який би розслідував порушення прав людини працівниками правоохоронних органів».